# Gran Premio motociclistico di Cina 2006
Il Gran Premio motociclistico di Cina 2006 corso il 14 maggio, è stato il quarto Gran Premio della stagione 2006 del motomondiale e ha visto vincere: la Honda di Daniel Pedrosa in MotoGP, Héctor Barberá nella classe 250 e Mika Kallio nella classe 125.

## MotoGP

### Qualifiche
| Pos. | Nº | Pilota            | Moto     | Tempo    | Distacco |
| ---- | -- | ----------------- | -------- | -------- | -------- |
| 1    | 26 | Daniel Pedrosa    | Honda    | 1'59.009 |          |
| 2    | 21 | John Hopkins      | Suzuki   | 1'59.373 | 0.364    |
| 3    | 5  | Colin Edwards     | Yamaha   | 1'59.383 | 0.374    |
| 4    | 56 | Shin'ya Nakano    | Kawasaki | 1'59.570 | 0.561    |
| 5    | 69 | Nicky Hayden      | Honda    | 1'59.574 | 0.565    |
| 6    | 15 | Sete Gibernau     | Ducati   | 1'59.639 | 0.630    |
| 7    | 27 | Casey Stoner      | Honda    | 1'59.890 | 0.881    |
| 8    | 33 | Marco Melandri    | Honda    | 2'00.014 | 1.005    |
| 9    | 17 | Randy de Puniet   | Kawasaki | 2'00.044 | 1.035    |
| 10   | 65 | Loris Capirossi   | Ducati   | 2'00.078 | 1.069    |
| 11   | 6  | Makoto Tamada     | Honda    | 2'00.176 | 1.167    |
| 12   | 71 | Chris Vermeulen   | Suzuki   | 2'00.304 | 1.295    |
| 13   | 46 | Valentino Rossi   | Yamaha   | 2'00.720 | 1.711    |
| 14   | 7  | Carlos Checa      | Yamaha   | 2'01.052 | 2.043    |
| 15   | 24 | Toni Elías        | Honda    | 2'01.275 | 2.266    |
| 16   | 66 | Alex Hofmann      | Ducati   | 2'01.972 | 2.963    |
| 17   | 77 | James Ellison     | Yamaha   | 2'02.088 | 3.079    |
| 18   | 10 | Kenny Roberts Jr  | KR211V   | 2'02.311 | 3.302    |
| 19   | 30 | José Luis Cardoso | Ducati   | 2'02.948 | 3.939    |

### Gara

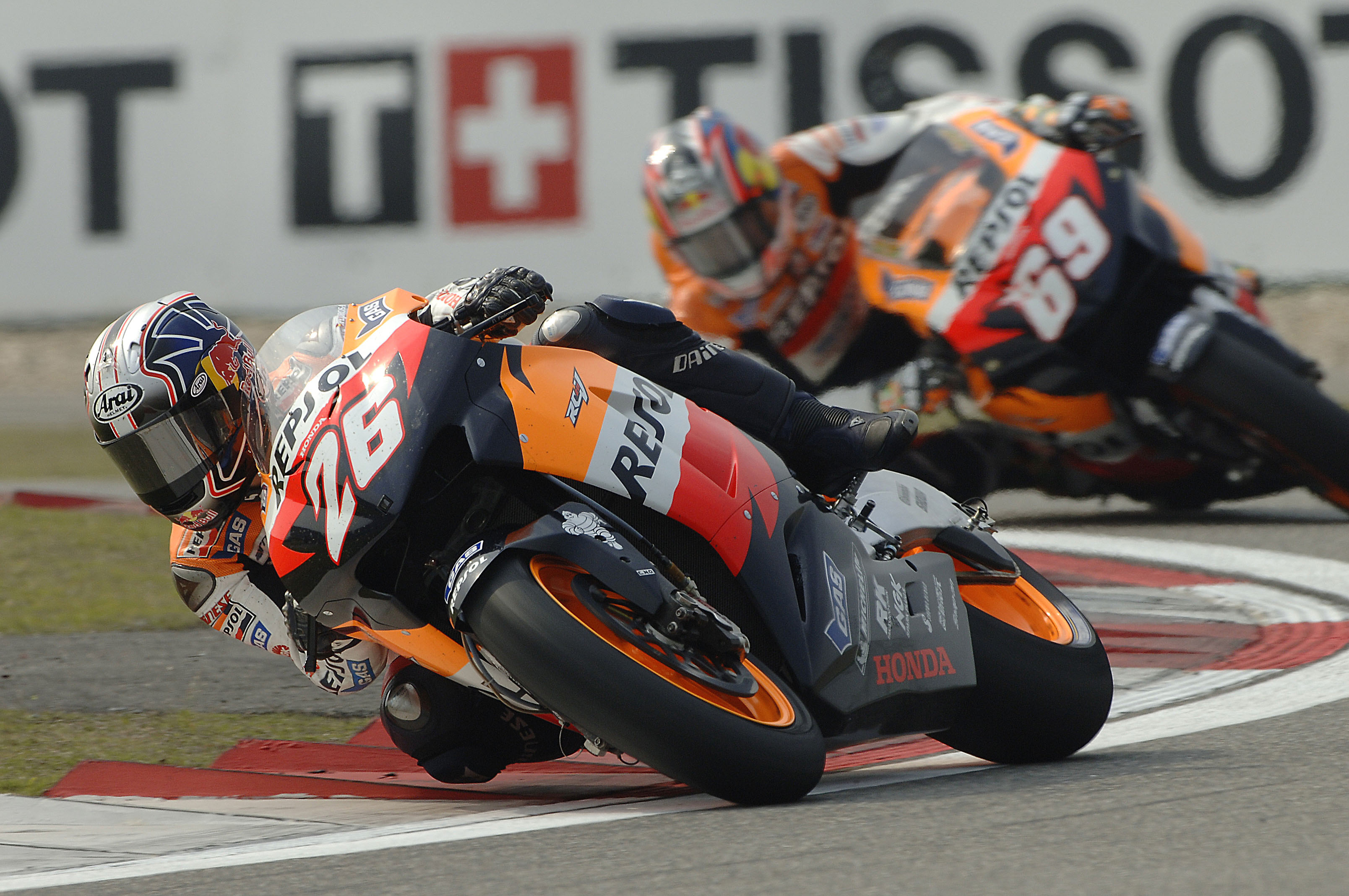
Pedrosa e Hayden, i due piloti del team Repsol Honda sono giunti primo e secondo nella gara della classe MotoGP

#### Arrivati al traguardo
| Pos | Nº | Pilota            | Squadra              | Motocicletta | Giri | Tempo     | Griglia | Punti |
| --- | -- | ----------------- | -------------------- | ------------ | ---- | --------- | ------- | ----- |
| 1   | 26 | Daniel Pedrosa    | Repsol Honda         | Honda        | 22   | 44:07.734 | 1       | 25    |
| 2   | 69 | Nicky Hayden      | Repsol Honda         | Honda        | 22   | +1.505    | 5       | 20    |
| 3   | 5  | Colin Edwards     | Camel Yamaha         | Yamaha       | 22   | +14.634   | 3       | 16    |
| 4   | 21 | John Hopkins      | Rizla Suzuki         | Suzuki       | 22   | +19.265   | 2       | 13    |
| 5   | 27 | Casey Stoner      | Honda LCR            | Honda        | 22   | +23.061   | 7       | 11    |
| 6   | 6  | Makoto Tamada     | Konica Minolta Honda | Honda        | 22   | +23.879   | 11      | 10    |
| 7   | 33 | Marco Melandri    | Fortuna Honda        | Honda        | 22   | +24.101   | 8       | 9     |
| 8   | 65 | Loris Capirossi   | Ducati Marlboro      | Ducati       | 22   | +24.467   | 10      | 8     |
| 9   | 15 | Sete Gibernau     | Ducati Marlboro      | Ducati       | 22   | +28.358   | 6       | 7     |
| 10  | 56 | Shin'ya Nakano    | Kawasaki Racing      | Kawasaki     | 22   | +33.815   | 4       | 6     |
| 11  | 24 | Toni Elías        | Fortuna Honda        | Honda        | 22   | +35.316   | 15      | 5     |
| 12  | 17 | Randy de Puniet   | Kawasaki Racing      | Kawasaki     | 22   | +52.004   | 9       | 4     |
| 13  | 10 | Kenny Roberts Jr  | Team Roberts         | KR211V       | 22   | +56.293   | 18      | 3     |
| 14  | 7  | Carlos Checa      | Tech 3 Yamaha        | Yamaha       | 22   | +1:03.575 | 14      | 2     |
| 15  | 66 | Alex Hofmann      | Pramac d'Antín       | Ducati       | 22   | +1:11.172 | 16      | 1     |
| 16  | 77 | James Ellison     | Tech 3 Yamaha        | Yamaha       | 22   | +1:23.075 | 17      |       |
| 17  | 30 | José Luis Cardoso | Pramac d'Antín       | Ducati       | 22   | +1:35.150 | 19      |       |

#### Ritirati
| Nº | Pilota          | Squadra      | Motocicletta | Giri | Griglia |
| -- | --------------- | ------------ | ------------ | ---- | ------- |
| 46 | Valentino Rossi | Camel Yamaha | Yamaha       | 17   | 13      |
| 71 | Chris Vermeulen | Rizla Suzuki | Suzuki       | 3    | 12      |

## Classe 250

### Arrivati al traguardo
| Pos | Nº | Pilota            | Squadra                     | Motocicletta | Giri | Tempo     | Griglia | Punti |
| --- | -- | ----------------- | --------------------------- | ------------ | ---- | --------- | ------- | ----- |
| 1   | 80 | Héctor Barberá    | Fortuna Aprilia             | Aprilia      | 21   | 44:49.445 | 1       | 25    |
| 2   | 34 | Andrea Dovizioso  | Humangest Racing            | Honda        | 21   | +0.266    | 4       | 20    |
| 3   | 4  | Hiroshi Aoyama    | Red Bull KTM                | KTM          | 21   | +3.320    | 7       | 16    |
| 4   | 48 | Jorge Lorenzo     | Fortuna Aprilia             | Aprilia      | 21   | +3.602    | 2       | 13    |
| 5   | 55 | Yūki Takahashi    | Humangest Racing            | Honda        | 21   | +3.618    | 6       | 11    |
| 6   | 58 | Marco Simoncelli  | Squadra Corse Metis Gilera  | Gilera       | 21   | +15.850   | 17      | 10    |
| 7   | 15 | Roberto Locatelli | Team Toth                   | Aprilia      | 21   | +16.003   | 11      | 9     |
| 8   | 73 | Shūhei Aoyama     | Repsol Honda                | Honda        | 21   | +16.555   | 3       | 8     |
| 9   | 14 | Anthony West      | Kiefer - Bos - Racing       | Aprilia      | 21   | +21.860   | 8       | 7     |
| 10  | 96 | Jakub Smrž        | Cardion AB Motoracing       | Aprilia      | 21   | +27.041   | 9       | 6     |
| 11  | 54 | Manuel Poggiali   | Red Bull KTM                | KTM          | 21   | +34.289   | 10      | 5     |
| 12  | 50 | Sylvain Guintoli  | Equipe GP De France - Scrab | Aprilia      | 21   | +34.563   | 12      | 4     |
| 13  | 36 | Martín Cárdenas   | Wurth Honda BQR             | Honda        | 21   | +39.232   | 16      | 3     |
| 14  | 25 | Alex Baldolini    | Matteoni Racing             | Aprilia      | 21   | +41.696   | 20      | 2     |
| 15  | 28 | Dirk Heidolf      | Kiefer - Bos - Racing       | Aprilia      | 21   | +42.693   | 13      | 1     |
| 16  | 8  | Andrea Ballerini  | Campetella Racing           | Aprilia      | 21   | +43.148   | 15      |       |
| 17  | 57 | Chaz Davies       | Campetella Racing           | Aprilia      | 21   | +56.667   | 18      |       |
| 18  | 16 | Jules Cluzel      | Equipe GP De France - Scrab | Aprilia      | 21   | +1:00.754 | 23      |       |
| 19  | 23 | Arturo Tizón      | Wurth Honda BQR             | Honda        | 21   | +1:08.145 | 19      |       |
| 20  | 62 | Shi Zhao Huang    | Yamaha Tianjian Racing      | Yamaha       | 21   | +1:45.025 | 22      |       |
| 21  | 63 | Jin Xiao          | Yamaha Tianjian Racing      | Yamaha       | 20   | +1 giro   | 25      |       |

### Ritirati
| Nº | Pilota          | Squadra                  | Motocicletta | Giri | Griglia |
| -- | --------------- | ------------------------ | ------------ | ---- | ------- |
| 85 | Alessio Palumbo | Matteoni Racing          | Aprilia      | 15   | 27      |
| 19 | Sebastián Porto | Repsol Honda             | Honda        | 12   | 21      |
| 22 | Luca Morelli    | Nocable Angaia Racing    | Aprilia      | 7    | 26      |
| 59 | Chin Feng Ho    | China Zongshen           | Aprilia      | 3    | 28      |
| 60 | Zhu Wang        | Benelli QJ Team of China | Aprilia      | 3    | 24      |
| 7  | Alex De Angelis | Master - MVA Aspar       | Aprilia      | 2    | 5       |
| 21 | Arnaud Vincent  | Arie Molenaar Racing     | Honda        | 0    | 14      |

### Non qualificato
| Nº | Pilota        | Squadra                  | Motocicletta |
| -- | ------------- | ------------------------ | ------------ |
| 61 | Zheng Peng Li | Benelli QJ Team of China | Aprilia      |

## Classe 125

### Arrivati al traguardo
| Pos | Nº | Pilota            | Squadra                    | Motocicletta | Giri | Tempo     | Griglia | Punti |
| --- | -- | ----------------- | -------------------------- | ------------ | ---- | --------- | ------- | ----- |
| 1   | 36 | Mika Kallio       | Red Bull KTM GP 125        | KTM          | 19   | 42:06.223 | 1       | 25    |
| 2   | 75 | Mattia Pasini     | Master - MVA Aspar         | Aprilia      | 19   | +0.097    | 6       | 20    |
| 3   | 19 | Álvaro Bautista   | Master - MVA Aspar         | Aprilia      | 19   | +0.357    | 4       | 16    |
| 4   | 14 | Gábor Talmácsi    | Humangest Racing           | Honda        | 19   | +0.899    | 5       | 13    |
| 5   | 60 | Julián Simón      | Red Bull KTM               | KTM          | 19   | +1.106    | 3       | 11    |
| 6   | 52 | Lukáš Pešek       | Derbi Racing               | Derbi        | 19   | +1.886    | 2       | 10    |
| 7   | 55 | Héctor Faubel     | Master - MVA Aspar         | Aprilia      | 19   | +20.727   | 20      | 9     |
| 8   | 32 | Fabrizio Lai      | Valsir Seedorf Racing      | Honda        | 19   | +21.478   | 11      | 8     |
| 9   | 71 | Tomoyoshi Koyama  | Malaguti Ajo Corse         | Malaguti     | 19   | +21.558   | 10      | 7     |
| 10  | 24 | Simone Corsi      | Squadra Corse Metis Gilera | Gilera       | 19   | +21.640   | 19      | 6     |
| 11  | 33 | Sergio Gadea      | Master - MVA Aspar         | Aprilia      | 19   | +21.722   | 13      | 5     |
| 12  | 35 | Raffaele De Rosa  | Multimedia Racing          | Aprilia      | 19   | +22.017   | 8       | 4     |
| 13  | 29 | Andrea Iannone    | Campetella Racing Junior   | Aprilia      | 19   | +23.734   | 17      | 3     |
| 14  | 6  | Joan Olivé        | SSM Racing                 | Aprilia      | 19   | +27.491   | 21      | 2     |
| 15  | 63 | Mike Di Meglio    | FFM Honda Grand Prix 125   | Honda        | 19   | +39.818   | 16      | 1     |
| 16  | 41 | Aleix Espargaró   | Wurth Honda BQR            | Honda        | 19   | +49.284   | 15      |       |
| 17  | 11 | Sandro Cortese    | Elit - Caffe Latte         | Honda        | 19   | +49.332   | 18      |       |
| 18  | 16 | Michele Conti     | Valsir Seedorf Racing      | Honda        | 19   | +49.500   | 23      |       |
| 19  | 18 | Nicolás Terol     | Derbi Racing               | Derbi        | 19   | +49.744   | 24      |       |
| 20  | 17 | Stefan Bradl      | Red Bull KTM Junior        | KTM          | 19   | +49.793   | 22      |       |
| 21  | 43 | Manuel Hernández  | Nocable Angaia Racing      | Aprilia      | 19   | +50.009   | 25      |       |
| 22  | 38 | Bradley Smith     | Repsol Honda               | Honda        | 19   | +50.162   | 30      |       |
| 23  | 12 | Federico Sandi    | SSM Racing                 | Aprilia      | 19   | +54.547   | 32      |       |
| 24  | 53 | Simone Grotzkyj   | Campetella Racing Junior   | Aprilia      | 19   | +55.055   | 39      |       |
| 25  | 15 | Michele Pirro     | WTR Blauer USA             | Aprilia      | 19   | +59.726   | 31      |       |
| 26  | 44 | Karel Abraham     | Cardion AB Motoracing      | Aprilia      | 19   | +1:04.809 | 33      |       |
| 27  | 37 | Joey Litjens      | Arie Molenaar Racing       | Honda        | 19   | +1:04.818 | 34      |       |
| 28  | 21 | Mateo Túnez       | Master - MVA Aspar         | Aprilia      | 19   | +1:21.244 | 35      |       |
| 29  | 20 | Roberto Tamburini | Matteoni Racing            | Aprilia      | 19   | +1:22.707 | 38      |       |
| 30  | 26 | Vincent Braillard | Multimedia Racing          | Aprilia      | 19   | +1:22.994 | 37      |       |
| 31  | 13 | Dino Lombardi     | 3C Racing                  | Aprilia      | 19   | +1:23.596 | 36      |       |
| 32  | 45 | Imre Tóth         | Team Toth                  | Aprilia      | 19   | +1:43.819 | 27      |       |
| 33  | 9  | Michael Ranseder  | Red Bull KTM Junior        | KTM          | 19   | +1:50.719 | 29      |       |

### Ritirati
| Nº | Pilota          | Squadra                 | Motocicletta | Giri | Griglia |
| -- | --------------- | ----------------------- | ------------ | ---- | ------- |
| 23 | Lorenzo Baroni  | Humangest Racing        | Honda        | 16   | 27      |
| 22 | Pablo Nieto     | Multimedia Racing       | Aprilia      | 15   | 8       |
| 7  | Alexis Masbou   | Malaguti Ajo Corse      | Malaguti     | 10   | 26      |
| 1  | Thomas Lüthi    | Elit - Caffe Latte      | Honda        | 4    | 7       |
| 10 | Ángel Rodríguez | 3C Racing               | Aprilia      | 2    | 9       |
| 8  | Lorenzo Zanetti | Skilled I.S.P.A. Racing | Aprilia      | 0    | 14      |

### Squalificato
| Nº | Pilota      | Squadra        | Motocicletta | Griglia |
| -- | ----------- | -------------- | ------------ | ------- |
| 86 | Ho Wan Chow | China Zongshen | Honda        | 40      |